# Valientes (telenovela argentina)
Valientes es una telenovela Argentina emitida por Canal 13, producida por Pol-ka. Se estrenó el 9 de febrero de 2009 y finalizó el 24 de febrero de 2010 emitida de lunes a jueves a las 21:30 (UTC-3). Protagonizada por Luciano Castro y Julieta Díaz. Coprotagonizada por Mariano Martínez, Gonzalo Heredia, Graciela Tenembaum, Roberto Vallejos, Guillermo Pfening, Alejandro Müller y Eugenia Tobal. Antagonizada por Eleonora Wexler y el primer actor Arnaldo André. También, contó con las actuaciones especiales de Marcela Kloosterboer y los primeros actores Betiana Blum, Marita Ballesteros y Jorge Sassi. Transmitida en alta definición.
En sus 218 emisiones, tuvo un promedio general de 27,4 puntos de índice de audiencia, el capítulo final, alcanzó un promedio de 34,4 puntos según datos suministrados por IBOPE.
Valientes fue la ficción más vista en la historia de Pol-ka, superando a Sos mi vida, emitida en el 2006, que obtuvo un promedio general de 26,9 puntos de índice de audiencia. En el año 2011 fue emitido por el canal Cosmopolitan. En 2016 se emitió por primera vez en el canal Volver a las 21:00 y en 2022 volvió a emitir las repeticiones de la tira por la misma señal de cable en el horario de las 20 horas hasta el 2024.
La telenovela fue filmada en la pequeña localidad de Zelaya perteneciente al Partido del Pilar, en la Provincia de Buenos Aires.
A partir del 24 de abril de 2020, se comenzaron a retransmitir los episodios en alta definición a través del canal oficial de El Trece en YouTube.

## Premisa
El programa describe una historia de venganza, en la cual unos hermanos provenientes del campo se unen y formulan un plan para arruinar a un empresario terrateniente que había llevado a la ruina a su padre robándole sus tierras. Las historias de amor incluidas ponen en conflicto los sentimientos de los personajes y su lealtad a dicho plan.
La serie, que reemplazó a Por amor a vos, fue estrenada en el horario en que se emitía Los exitosos Pells por Telefé, y se buscaba competir con el estilo humorístico de dicha comedia con una historia melodramática.
La mayor parte de las escenas se grababan en el mismo predio donde se grabó la serie Amas de casa desesperadas; este predio fue armado, diseñado y decorado con casas, calles y jardín para grabar la versión argentina de la serie estadounidense en el 2006, se lo llamó "Manzanares" y está ubicado en Pilar a 55 km de Capital Federal. En el 2008 para grabar Valientes se cambiaron los colores de frentes de las casas, y en la casa más llamativa del predio (la que en Amas de Casa Desesperadas era naranja) se modificó una parte del techo, se armó un garaje, se pusieron rejas y el frente fue pintado de amarillo claro. Al frente de esta casa se construyó un taller mecánico. Las escenas que se grababan en ese predio eran las de la casa de los Gómez Acuña (en la casa de Gabriela Solís - Araceli González que era la casa naranja) y de los hermanos Sosa (en el costado de la casa de Susana Martini - Gabriela Toscano la que estaba al frente de la naranja). Y también las del puestito de flores de las Varela.
Eleonora Wexler interpreta a la villana, la hija de Laureano. Su personaje sufre locura, y tiene puntos en común con el de Rita en Son de Fierro, otra interpretación de dicha actriz. Wexler afirmó que le divierte interpretar personajes así, pero que más adelante procuraría interpretar otros papeles. Gracias a esta magistral interpretación ganó el premio Clarín "Mejor actriz dramática", compitiendo con dos primeras actrices, Cecilia Roth y Mercedes Morán.

## Historia
En el prólogo de la historia, el terrateniente Laureano Gómez Acuña (Arnaldo Andre), el hombre más poderoso de un pueblo del interior de la Provincia de Buenos Aires, le roba las tierras al campesino Roque Sosa. Este queda sumido en la pobreza y muere un tiempo después, y sus hijos Leonardo (Luciano Castro), Segundo (Mariano Martínez) y Enzo (Gonzalo Heredia), son separados y adoptados por tres familias distintas.
El desarrollo de la historia se inicia cuando Leo junta a sus hermanos para vengarse de Laureano. Para esto, el mayor de los Sosa, formula un "plan maestro", que comienza por comprar un taller mecánico ubicado frente a la casa Gómez Acuña, escondiendo su identidad haciéndose pasar por los "hermanos Morales" y enamorar a una de las hijas de su enemigo, Juana (Eleonora Wexler). Todo ello a pesar de haberse reencontrado con quien había sido su novia en la infancia, Alma (Julieta Díaz), la florista del barrio, quien ignora ser el fruto de una relación furtiva entre su madre, Argentina (Betiana Blum), y Don Laureano. Leo, Alma y Juana empiezan así el triángulo amoroso principal de Valientes.
Segundo y Enzo se enamoran perdidamente de la menor de los Gómez Acuña, Isabel (Marcela Kloosterboer) pero es el menor de los Sosa quien conquista primero su corazón, con la excusa de que el noviazgo es parte del plan. Mientras que Segundo se resigna a ser su amigo y alumno, ya que Isa le enseña a leer y a escribir. Enzo e Isabel tienen una historia de amor intensa, pasional pero también llena de secretos que terminan por destruirla.
Por problemas económicos, Alma ingresa a trabajar en la casa de Laureano como mucama, situación de la que Juana se aprovecha humillándola y maltratándola. Juana finge quedar embarazada de Leo y éste se casa con ella, aunque aún enamorado de Alma. Para seguir en contacto con ella la contacta por internet mediante su identidad real de Lisandro Sosa, desconocida por Alma, revelándole ser su novio de la infancia. Para ocultar su identidad se dedica a chatear mediante el MSN Messenger, pero cuando Alma le insiste para que use una webcam y así poder ver su rostro, Leo le pide ayuda a su amigo Nicolás Ortega (Facundo Espinosa) para que se preste para dicho papel. Esta situación lleva a Nicolás a enamorarse de verdad de Alma, y a encontrarse personalmente con ella a pesar de los reparos de Leo. Sin embargo, cuando Laureano se entera de que Alma se ve con Lisandro Sosa (a quien busca, ignorando que se trata de Leo) lo manda a secuestrar, y muere tras el castigo recibido por sus secuestradores. Alma descubre que Nico no era quien decía ser y empieza a sospechar de la bondad de don Laureano, de quien Leo ya le había advertido.
Aparece en la vida de los Sosa, Andy (Eugenia Tobal), "hermana" de Leo, ambos habían sido adoptados por la misma mujer cuando eran chicos pero se habían dejado de ver porque ella se había ido a España junto a su novio. Andrea se queda a vivir en el taller, trabaja como soldadora y tiene una relación de hermanos con Segundo pero con Enzo se llevan como perros y gatos aunque en el fondo se gusten. Su presencia despierta los celos de Alma y de Juana.
El amor de Leo y Alma se hace más fuerte cada momento y mayores son los intentos de Juana para separarlos. Su locura y maldad alcanzan el límite cuando empieza a drogar a Leo para retenerlo a su lado pero su plan del envenenamiento es escuchado por Alma de boca de la misma Juana. Al poco tiempo, sospechando de su esposa, Leo descubre que el embarazo también había sido un invento y termina dejándola.
Para entonces, Alma se encontraba saliendo con Patricio Sánchez Arondo (Daniel Kuzniecka), un abogado hijo de un socio corrupto de Laureano pero cuando Leo le cuenta que Juana nunca estuvo embarazada, que todo había sido mentira, vuelve con Leo e inician su ansiada historia de amor.
Entre tanta felicidad Alma descubre una foto de Leo con Nico en las Cataratas del Iguazú, herida y enojada por la mentira, al principio no quiere escuchar a Leo pero este le termina confesando que no es Leonardo Morales sino Leonardo Sosa y que tomó esa identidad para vengar la muerte de su padre y de su madre. Para que ella pueda entender su sufrimiento y su sed de venganza le entrega la bitácora en la que, con su puño y letra, relató toda su historia incluido el reencuentro con su amor de la niñez.
En ese ínterin, aparece Elisa Sosa (Thelma Biral), la madre a quien los hermanos Sosa primero pensaron los había abandonado, luego dieron por muerta y finalmente descubrieron había huido por culpa de Laureano Gómez Acuña. Enzo sigue su rastro hasta México en donde le dicen que había muerto en un terremoto en el 85.
Elisa no había muerto sino que estaba viva, se escondía de Laureano pero buscaba a sus hijos. Inicia su búsqueda volviendo a Buenos Aires con su actual esposo, el Dr. Augusto Iglesias, quien la ayudó en su recuperación tras el intento de homicidio en manos de Gómez Acuña que la dejó en coma por muchos años. Para explotar su pasión por la pintura, Elisa se inscribe en un concurso en el que por casualidad también participaba Enzo, ambos se conocen y eligen sus seudónimos, Diego y Frida.
Estando de visita en casa de los Gómez Acuña Alma escucha a Laureano hablando con un hombre que intenta sobornarlo con contar que él mandó a matar a Elisa Sosa en México en 1986, ya que fue compañero de celda de aquel sicario. Alma sin dudarlo le cuenta a Leo y a sus hermanos que su madre no murió en el terremoto sino que fue asesinada por orden de Gómez Acuña. A raíz de este nuevo descubrimiento Alma y Leo vuelven a estar juntos y ella empieza a colaborar con el plan. Mientras tanto, su peor amenaza, Juana, finge tener amnesia como producto de haberse arrojado bajo el auto de Isabel y trata de acercarse a la pareja para poder separarlos.
Segundo se acerca a Isabel y empieza su carrera como luchador de catch bajo el nombre de "Vengador Anónimo". Gana varias peleas y le ofrecen hacer una gira por toda América a cambio de mucho dinero. Pese a la insistencia de su hermano mayor y a los consejos de Isabel se va pero vuelve a Buenos Aires donde se entera de que su representante lo estafó y de la verdadera causa de la muerte de Elisa. Llega a sus manos el libro "El caso de Soe Lacias", después de leerlo y encontrar parecido con la historia de su madre descubre que en realidad Soe Lacias es el anagrama de Elisa Sosa. Enzo viaja primero a Chile y luego a México y trae a su regreso la historia clínica de su madre en donde consta que sobrevivió. Con la seguridad de que está viva y de que se encuentra en Buenos Aires empiezan a buscarla. Pero Elisa sospecha entonces que aquel joven que se hacía llamar Diego, o sea Enzo, es un hombre de Laureano y está a su acecho.
Laureano está destruido, perdió mucho dinero, su familia es un desastre y tuvo que vender muchas de sus tierras y desarmar negocios para comprar su libertad por ser sospechado de estafa. Poco a poco empieza a relacionar todos sus negocios fracasos y errores y llega a la conclusión de que todo se inició con la llegada de los Sosa al taller del frente. Empieza a atar cabos, manda a investigar a los hermanos, descubre que no son Morales y encaja la última pieza del rompecabezas: ve a los chicos saludándose de una forma especial y descubre su verdadera identidad.
Al saber toda la verdad de la historia de Leo, Alma pasa a formar parte del círculo de ataque de Laureano y para su protección ella y Leo deciden simular estar separados frente a todos pero se ven a escondidas. En una salida Alma se choca con Elisa y pierde una foto de ella y Leo en la estancia cuando eran niños. Elisa reconoce a su hijo mayor y se acuerda de Argentina Varela, consigue su dirección y decide ir a verla. En ese momento en casa de las Varela estaba Laureano, cuando Argentina se encuentra con Elisa tarda en reconocerla pues la creía muerta, cuando al fin lo hace, Gómez Acuña sale, la ve y empieza a perseguirla.
Elisa logra huir y el acontecimiento llega a oídos de Leo ya que Alma lo llama apenas termina de escuchar el relato de su mamá sobre la visita inesperada. Pero Laureano le tiende una trampa a Leo diciéndole que tiene a su madre secuestrada y lo cita en un galpón donde es golpeado y obligado a confesar que es un Sosa. Entre disparos de ambos hombres, Leo queda atrapado en una explosión causada por Laureano. En ese momento Alma se acababa de hacer un test de embarazo que dio positivo.
Tanto para los hermanos como para Andy y Alma, Leo murió en la explosión. Alma decide ocultar el embarazo para proteger a su hijo, y los hermanos, en nombre de Leo deciden continuar la búsqueda de su madre. Finalmente dan con ella a través de un taxista que la transportó cuando huía de Laureano, Enzo consigue la dirección y llega a su casa. Así se encuentran madre e hijo y después es el turno de Segundo.
Alma ahora embarazada corre peligro, develó la mentira de la amnesia de Juana y es acechada por ella que sabe de su estado. Decide casarse en secreto con Patricio para que Laureano no intente nada en contra de ella y su bebé, ignorando como todos, que Leo sobrevivió y está secuestrado en un rancho y lentamente va recuperando su conciencia. Leo se escapa de los campesinos que lo retienen y luego de varios intentos logra comunicarse con sus hermanos. Manteniendo en secreto que está vivo, Leo también se reencuentra con su madre y planea ver a su novia.
Segundo y Andy reciben la noticia del casamiento secreto de Alma con Patricio, advierten a Leo que será dentro de unas horas y este sale disparado a evitarlo. Llega justo para detenerlo y Alma se desmaya ante la imagen de su amado Leo y luego de que ambos abandonan el lugar Leo descubre que va a ser padre.
Isabel termina siendo la pareja de Segundo y planeando la boda en secreto, Laureano descubre la noticia por escucharla hablando con la madre sobre la boda. Laureano le jura a Isabel que si se casaba con ese mecánico "roñoso", lo iba a fusilar. Con el dinero de la hipoteca de la estancia, contrata matones para que sigan la camioneta de Leo, en la cual se movilizaban Segundo e Isabel para la iglesia. A punto de estacionarse los intercepta de frente un Renault Clio color azul marino del cual bajan 3 matones y Benjamín (Guillermo Pfening). Al querer Segundo dar marcha atrás para huir, aparece otro Renault Clio color vino con 4 matones terminando de encerrarlos. En este momento Segundo llama a Leo para pedirle ayuda, pero es en vano. Secuestran a ambos y parten en autos distintos.
Isabel logra escapar del auto y corre con las manos atadas, y cuando llega al taller resbala con un charco de aceite y cae a la fosa. Llega Huevo (Alejandro Muller) y dice que estaba demasiado desordenado y con ese derrame de aceite alguien podía resbalarse (algo irónico ya que Isabel cayó por esa razón). Vuelve con un Renault Torino acompañado de Salvador (Antonio Grimau). Cuando Huevo quiere sacar el auto pide ayuda a Alma que se encontraba allí y dando marcha atrás Alma ve a Isabel desmayada en la fosa y descubre que estaba ciega. Segundo estuvo a punto de ser ultimado por parte de Laureano, pero recibe una llamada de Benjamín diciendo que Isabel se escapó. Enzo atrapa a Benjamín y lo golpea demasiado para sacarle la información de donde está Segundo y le dice donde se encuentra. Andrea y Enzo le comentan que él es un maldito debido a que dejó ciega a su prima pero no les cree. Enzo llama a la mamá de Isabel y le dice que por qué llama si él tiene la culpa de que Isabel esté ciega. Este escapa una vez que se fueron Andrea y Enzo debido a que él desata la soga y toma una llave inglesa y desmaya de un golpe a Huevo con el cual hablaba.
Los hermanos Sosa van a rescatar a Segundo, venciendo a Benjamín y a sus matones.
Laureano visita a Isabel que se encuentra en el hospital haciendo un pacto de que si deja de ver a Segundo jamás tocaría a un Sosa en toda su vida. Isabel acepta.
Laureano busca a Argentina para hablar sobre el embarazo y la sigue a su destino. Ella se encuentra con Elisa y hablan sobre el embarazo de Alma para luego irse cada una por su lado, (Argentina se va en taxi y Elisa caminando). Laureano retiene a Elisa y la lleva a la estancia y luego se entera de que los Sosa lo estafaron con lo del casino y retiene al remís que transportaba a Elisa y la obliga a bajarse. Ella una vez apuntada por Laureano, le tira unos pastos que había debajo de ella y logra escaparse. El villano manda a sus hombres para que la busquen y la encuentran escondida en los galpones de los tractores. Leonardo emprende viaje hacia la estancia por un dato que le pasaron Segundo y Enzo y en el momento de que Laureano iba a dispararle a la mamá de los héroes aparece de milagro para salvar a su madre y le dispara con una pistola a Laureano. Llega Enzo y lleva a la madre al taller, donde todos esperan su llegada. Leo en el momento justo de dispararle a Gómez Acuña, este último le comenta a Leo que él (Laureano) es el padre de Alma.
Isabel sufre mucho por su ceguera, pero su mayor sufrimiento es, según ella, atar a Segundo a ella y tener que siempre depender de él. Pero Segundo la ama y le dice que a pesar de que no puedan verse, pueden amarse como siempre, y ella se da cuenta de que tiene razón y se funden en un beso demostrando su amor eterno.
Alma cansada de las mentiras de su madre Argentina, intenta encontrar a su padre, que es Laureano. Ella encuentra un papel que le había dejado el señor Gómez Acuña para localizarlo. Se entera de que vive en Bahía Blanca y junto con Andrea parten a la terminal para sacar unos pasajes hacia allí. La noche anterior al viaje, la llaman y le dicen que Celestino Leiva murió hace dos meses.
Alma estaba en el taller de los Sosa cuando llega Juana, ella intenta golpearla con una llave y le dice que Laureano nunca va a ser su papá aunque lleven la misma sangre. Alma va a la casa y encara a Argentina para que le explique dicha situación, así es como se entera de que su padre es Laureano Gómez Acuña. Al enterarse de esto, su reacción con su madre fue muy fuerte, ya que a pesar de que Argentina la quisiese proteger, Alma no puede no enojarse con ella por esta "traición", con todo el dolor del mundo Alma se va ya con todo dicho y hecho.
A pesar del tratamiento que Isabel lleva a cabo para recuperar la vista, los remedios no han funcionado y los médicos le informan que para recuperarla debe operarse, pero al parecer esta operación tampoco dio los resultados deseados.
Por su parte, Juana está enloqueciendo más y más, hasta el punto de llegar a ver visiones de su difunta madre, la cual le incita quitarse la vida, así pueden estar juntas y ser felices, pero Juana no acepta porque todavía cree que su papá la quiere.
Alma enfrentó a Laureano solo para salir más lastimada en medio de una lucha interna por perdonar o no a su madre,
Laureano le dijo a Alma que si la vida lo ponía de nuevo en esa situación haría lo mismo. Luego visitó la tumba de Roque Sosa y Laureano confesó la razón de parte del odio que sintió por los Sosa, el padre de Laureano le regaló parte de sus tierras a Roque en su juventud. Benjamín le confesó a Isabel su amor profundo por ella pidiéndole perdón por lastimarla, entendió que su prima era feliz al lado de Segundo.
Laureano le ordenó a Benjamín que secuestrara a Isabel, este se negó y Laureano lo mató sin piedad en frente de Mona y de Gustavo Corti quien es policía.
Por primera vez Laureano cometió un error, mató a Benjamín con testigos, el malvado toma de rehén a Mona y consigue escapar, ahora todos lo buscan. Por otra parte Segundo planea casarse con Isabel y Leo quiere aprovechar esto para hacer aparecer a Laureano con consentimiento de Isabel. Leo siguió a Juana y quedó muy cerca de encontrar al asesino. Finalmente Laureano no se presentó a la cita porque vio a Leo y escapó, luego llamó a Juana para decirle que Leo la siguió, continuando con el plan los hermanos logran que Laureano se entere del próximo casamiento, todos esperan que se presente ya que lo supo por Sánchez Arondo.
Andy tenía problemas ginecológicos y estaba muy asustada. Finalmente supo que se debía a un desequilibrio hormonal pero no era nada grave por otro lado Enzo le dijo a Andy que deseaba viajar solo por Latinoamérica apelando a su espíritu libre lo que la dejó pasmada. Argentina sufre el silencio de Alma como nunca convencida de que perdió a su hija para siempre.
Segundo e Isabel, seguros del amor que sienten uno por el otro, han decidido casarse y dan el "sí" en una capilla pequeña, lejos de todo y de todos, teniendo como único testigo a Huevo, que siempre lleva la situación con comedia. Luego de tanto haber amado, sufrido y luchado se juran amor eterno y cuando sellan esto con un beso, ocurre un milagro... Isabel recupera la vista. Mientras esto sucedía en otra iglesia Laureano era capturado por la policía acusado del crimen de Benjamín, por otro lado Elisa y Salvador lograron que Alma y Argentina se encontrasen en una plaza. Estas hablan pero Alma no puede perdonar a su madre por mentirle aunque la quiera.
Isabel, quien recuperó la vista en medio del casamiento, se lo cuenta a Mona quien esta feliz por saberlo, los Sosa brindan por el éxito del plan. Juana se entera de la captura de su padre y lo visita en prisión, allí Juana le agradece todo el amor que le entregó y padre e hija se despiden el uno del otro.
Los Sosa consiguieron su cometido el cual era que Laureano les devolviera las tierras que le robó a su padre hace treinta años, a cambio le entregarán un abogado para que tenga una defensa digna, por su parte Alma perdonó a su madre Argentina, quien quiso saber desde cuando Laureano sabía la verdad, fue a verlo a la cárcel y allí supo que Laureano se enteró de la verdad desde que Alma tenía tres meses. Por otra parte Enzo se despide de Andy mientras prepara su viaje. Juana se arrepiente de todo el mal que hizo ya que se cansó de hacer daño y se despide de Mona en tanto en otro momento Isabel encuentra la carta donde Juana le escribe a su madre diciéndole que la perdonaba por haberla marcado de por vida y que existe una sola manera de eliminar ese mal que no le permite parar de hacer daño, en ese instante Juana se roció con combustible y se prendió fuego en La Estancia, finalmente Juana murió debido a las gravísimas quemaduras sufridas.
La historia sigue tres meses después de la tragedia de Juana, Mona se estabiliza y entabla una relación sentimental con Gustavo, por otro lado Argentina se casa con Salvador y se va de luna de miel con "Huevo" y Máxima.
Laureano resultó condenado por los asesinatos de Benjamín y Omar, pasará el resto de su vida en el penal de San Andrés. Enzo volvió para el casamiento de Leo y también a buscar a Andy. Segundo le compró una casa en la playa a su esposa Isabel y se fue a vivir con ella. Leo y Alma se casan y viven el nacimiento de su hijo, Roque Sosa.

## Elenco
| Actor                  | Personaje                                  | Rol                    |
| ---------------------- | ------------------------------------------ | ---------------------- |
| Luciano Castro         | Leonardo "Leo" Sosa/Leonardo "Leo" Morales | Protagonista           |
| Julieta Díaz           | Alma Varela/Alma Gómez Acuña Varela        | Protagonista           |
| Eleonora Wexler        | Juana Gómez Acuña (†)                      | Antagonista            |
| Marcela Kloosterboer   | Isabel Gómez Acuña                         | Elenco Protagónico     |
| Arnaldo André          | Laureano Augusto Gómez Acuña               | Antagonista            |
| Mariano Martínez       | Segundo Sosa/Segundo Morales               | Elenco Protagónico     |
| Gonzalo Heredia        | Enzo Sosa/Enzo Morales                     | Elenco Protagónico     |
| Marita Ballesteros     | Mona Ortiz Baigorria                       | Antagonista            |
| Graciela Tenembaum     | Máxima                                     | Elenco Principal       |
| Betiana Blum           | Argentina Próspera Varela                  | Elenco Protagónico     |
| Jorge Sassi            | Heriberto Marcelino Montefusco (†)         | Recurrente             |
| Roberto Vallejos       | Omar Ramírez (†)                           | Elenco Principal       |
| Guillermo Pfening      | Benjamín Casares (†)                       | Elenco Principal       |
| Alejandro Muller       | José "Huevo" Vélez                         | Elenco Principal       |
| Eugenia Tobal          | Andrea "Andy" Dambolena                    | Elenco Principal       |
| Nicolás Pauls          | Carlos Belaustegui (†)                     | Invitado               |
| Luciana González Costa | Yesica                                     | Recurrente             |
| Oscar Alegre           | Romualdo Rodríguez (†)                     | Invitado               |
| Ariel Staltari         | Peste (†)                                  | Invitado               |
| Jorge Priano           | Maurice                                    | Invitado               |
| Mario Alarcon          | Juan, el padrastro de Enzo (†)             | Invitado               |
| Marisol Romero         | María Yazmín "Mayu"                        | Invitada               |
| Daniel Hendler         | Miguel                                     | Invitado               |
| Mora Recalde           | Luciana                                    | Invitada               |
| Ariel Prieto           | Juan Cruz                                  | Invitado               |
| Aldo Pastur            | Horacio Sánchez Arondo                     | Invitado               |
| Susana Ortiz           | Beatriz "Betty"                            | Invitada               |
| María Dupláa           | Carla                                      | Invitada               |
| Tony Lestingi          | Ernesto Díaz Brunnetti                     |                        |
| Patricia Castell       | Angélica Corrales Faustino de Montefusco   | Invitada               |
| Nya Quesada            | Josefa Varela (†)                          | Invitada               |
| Marco Antonio Caponi   | Federico "Fede"                            | Invitado               |
| Virginia Kaufmann      | Sonia "Hueva" Vélez                        | Invitada               |
| Chema Tena Berenguer   | Guillermo Aguirre                          | Invitado               |
| Atilio Pozzobon        | Cura                                       | Invitado               |
| Inés Palombo           | Florencia                                  | Invitada               |
| Alejo García Pintos    | Diego(†)                                   | Invitado               |
| Manuel Vicente         | Celestino Leiva(†)                         | Invitado               |
| Edgardo Moreira        | Inspector Galende(†)                       | Invitado               |
| Facundo Espinosa       | Nicolás Ortega/Lisandro Sosa(†)            | Invitado               |
| Daniel Kuzniecka       | Patricio Sánchez Arondo                    | Recurrente             |
| Thelma Biral           | Elisa Sosa                                 | Recurrente             |
| Alejo Ortiz            | Gabriel (†)                                | Invitado               |
| Antonio Caride         | Augusto Iglesias                           | Recurrente             |
| Fernando Caride        | Tete Valdez                                | Invitado               |
| Claudio Rissi          | Beto Palazzo                               | Invitado               |
| Antonio Grimau         | Salvador Casanova                          | Invitado               |
| Héctor Calori          | Gustavo Corti                              | Invitado               |
| Mario Moscoso          | Jefe de Bomberos                           | Invitado               |
| Marcelo Mininno        | Rusito                                     | Invitado               |
| Gloria Muzzanti        | Josefa Varela de joven                     | Participación Especial |
| Franco Di Placido      | Laureano Augusto Gómez Acuña de joven      | Participación Especial |
| Gabriela Pastor        | Argentina Próspera Varela de Joven         | Participación Especial |
| Muriel Rebori          | Andrea Gómez Acuña (Madre de Juana)        | Participación Especial |
| Juan Cruz Antuña       | Leonardo "Leo" Sosa de Chico               | Participación Especial |
| Elian Eñiguez          | Segundo Sosa de chico                      | Participación Especial |
| Renzo Massa            | Enzo Sosa de chico                         | Participación Especial |
| Oriana Rodríguez       | Juana Gómez Acuña de chica                 | Participación especial |
| Julieta Poggio         | Alma Varela de chica                       | Participación Especial |
| Paula Kohan            | Lila                                       | Invitada               |

## Teatro
La ficción tuvo una versión teatral realizada en Mar del Plata en el verano 2009/2010, y contó con el protagónico de Castro, Martínez y Heredia. Luego realizó una gira del espectáculo por el interior de la Argentina. 

## Premios
| Año  | Premio               | Categoría                           | Receptor/a                         | Resultado |
| ---- | -------------------- | ----------------------------------- | ---------------------------------- | --------- |
| 2009 | Premios Clarín       | Mejor ficción diaria (drama)        | Valientes                          | Ganador   |
| 2009 | Premios Clarín       | Mejor actriz de drama               | Eleonora Wexler                    | Ganadora  |
| 2009 | Premio Martín Fierro | Mejor telenovela                    | Valientes                          | Ganador   |
| 2009 | Premio Martín Fierro | Mejor actor protagonista de novela  | Arnaldo André                      | Ganador   |
| 2009 | Premio Martín Fierro | Mejor actor protagonista de novela  | Gonzalo Heredia                    | Nominado  |
| 2009 | Premio Martín Fierro | Mejor actor protagonista de novela  | Luciano Castro                     | Nominado  |
| 2009 | Premio Martín Fierro | Mejor actriz protagonista de novela | Betiana Blum                       | Nominada  |
| 2009 | Premio Martín Fierro | Mejor actriz protagonista de novela | Eleonora Wexler                    | Ganadora  |
| 2009 | Premio Martín Fierro | Mejor actriz protagonista de novela | Julieta Diaz                       | Nominada  |
| 2009 | Premio Martín Fierro | Mejor actriz de reparto en drama    | Eugenia Tobal                      | Nominada  |
| 2009 | Premio Martín Fierro | Mejor actriz de reparto en drama    | Graciela Tenenbaum                 | Nominada  |
| 2009 | Premio Martín Fierro | Mejor actriz de reparto en drama    | Thelma Biral                       | Nominada  |
| 2009 | Premio Martín Fierro | Revelación                          | Alejandro Muller                   | Ganador   |
| 2009 | Premio Martín Fierro | Mejor autor / libretista            | Lily Ann Martin y Marcos Carnevale | Nominado  |
| 2009 | Premio Martín Fierro | Mejor director                      | Sebastián Pivotto y Martín Saban   | Nominado  |
| 2009 | Premio Martín Fierro | Mejor tema musical original         | "Volver" - Ricardo Montaner        | Ganador   |
| 2010 | Premio Martín Fierro | Mejor Actor de Novela               | Gonzalo Heredia                    | Nominado  |
| 2010 | Premio Martín Fierro | Mejor Actriz de Novela              | Eleonora Wexler                    | Nominada  |
| 2010 | Premio Martín Fierro | Mejor Actriz de Novela              | Julieta Díaz                       | Nominada  |
| 2010 | Estrella de mar      | Mejor comedia                       | Valientes                          | Nominado  |
| 2010 | Estrella de mar      | Mejor actuaciòn femenina de reparto | Graciela Tenembaum                 | Ganadora  |
| 2010 | Estrella de mar      | Revelación masculina                | Alejandro Muller                   | Ganador   |
| 2010 | Estrella de mar      | Mejor labor cómica femenina         | Laura Cymer                        | Nominada  |

## Versiones
- En España el canal Cuatro (canal de televisión), junto a la productora Zebra Producciones, realizó una adaptación de esta telenovela para España bajo el mismo nombre, Valientes, con los actores: Julián Gil, Marco de Paula y Michel Gurfi como protagonistas masculinos, Marta Milans, Thaïs Blume y Marta Bellmonte como las protagonistas femeninas. Con la participación como actriz secundaria de la conocida Belinda Washington. Sin embargó la telenovela fue retirada por baja audiencia.
- En México se realiza la telenovela Corazón guerrero con: Alejandra Espinoza y Gonzalo García Vivanco como los protagonistas principales junto con: Oka Giner, Rodrigo Guirao Díaz , Christian de la Campa, Sian Chiong (actor) y Karena Flores. Con las participaciones antagónicas de Sabine Moussier, Altaír Jarabo y Diego Olivera como el gran villano de la historia

## Sucesión de tiras diarias dePol-ka Producciones
| Predecesor: Por amor a vos | Valientes 2009/2010 | Sucesor: Malparida Alguien que me quiera |